# Els (geslacht)
Els (Alnus) is een geslacht uit de berkenfamilie (Betulaceae). Het geslacht omvat circa dertig soorten, die op het noordelijk halfrond voorkomen. Het zijn vochtminnende loofbomen, die bloeien voordat de bladeren verschijnen. In de Benelux komen er twee soorten van nature voor: de zwarte en de witte els. De bladeren lijken op die van de hazelaar. Ze vallen groen van de boom en vertonen dus geen herfstkleur.
De soorten zijn eenhuizig en hebben dus zowel mannelijke als vrouwelijke bloeiwijzen. Deze worden katjes genoemd. De mannelijke katjes zijn langwerpig en hangen. De vrouwelijke katjes zijn eivormig tot langwerpig-eivormig en staan min of meer rechtop. Na de bevruchting groeien de vrouwelijke katjes uit tot groene, ribbelige kegeltjes. Deze rijpen in de herfst tot de zogenoemde elzenproppen (kegels zonder zaad), die nog wel een jaar aan de boom kunnen blijven zitten.

## Naamgeving
De naam 'els' is verwant aan het Latijnse woord alnus, dat ook "els" betekent, teruggaand op een stam *el-, die "rood" zou betekenen, vanwege de roodachtige kleur van elzenhout.  Het woord els komt voor in plaatsnamen zoals Elzen, Elsene, Elshout, Elsloo en Elst.

## Ecologie
Elzen kunnen uitstekend tegen vochtige omgevingen. Ze staan dan ook veelal langs de waterkant of op moerassige grond.
Elzen leven in mutualistische symbiose met bacteriën uit het geslacht Frankia, die zorgen voor de binding van stikstof uit de lucht. Deze levensgemeenschap bevindt zich in knolletjes aan de wortels. De knolletjes kunnen vuistgroot worden. De els functioneert daardoor als groenbemester. Na het omzagen van een els ontstaat er na vijf minuten een kleurverandering die kan variëren van rood tot bruin. Deze kleur wordt voornamelijk gevormd door koolstofmonoxide.

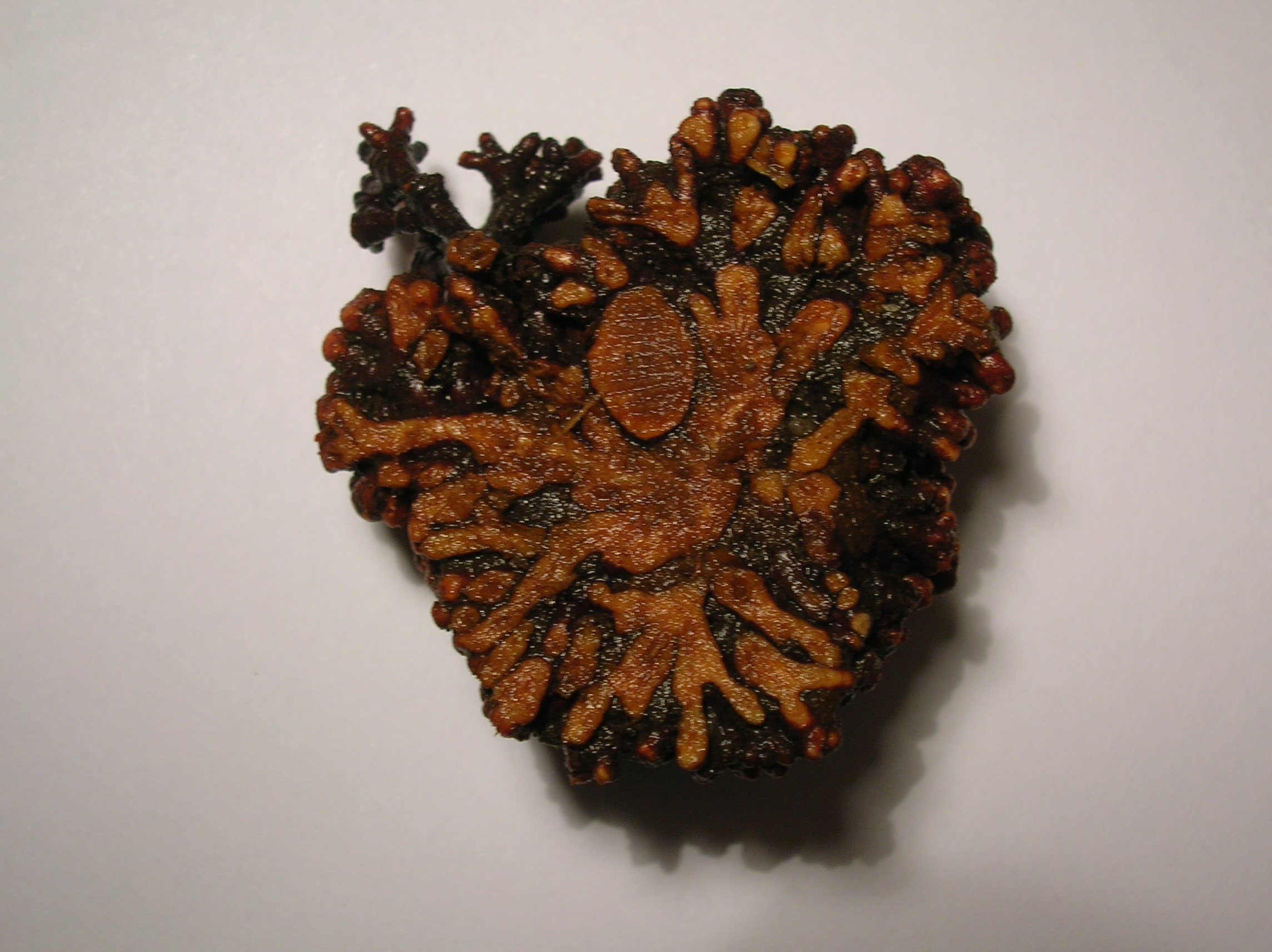
Doorgesneden wortelknol

### Elzenhaantje
Het belangrijkste bladetende insect op elzen is het elzenhaantje (Agelastica alni).

## Toepassingen
De els wordt ook wel, samen met de Italiaanse populier, in windsingels langs boomgaarden geplant. Doordat de fruitbomen in de luwte staan, treedt er minder wind- en stormschade aan de vruchten op, hetgeen de oogst ten goede komt. Een houtsingel groeit tot een bepaalde hoogte, waarna de bomen getopt worden. Op Terschelling werden elzen wel in elzenhagen rond akkertjes geplant om ze te beschermen tegen het stuivende duinzand. In coulisselandschappen, zoals rondom Staphorst-Rouveen en in het Westerkwartier rondom Marum, is er in feite sprake van een elzensingellandschap. Vele kilometers elzenrijen bakenen er de achter de boerderijen beginnende lange en smalle landbouwpercelen af. Deze singels worden van oudsher om de zeven jaar als hakhout afgezet. Net als de wilg kunnen elzen goed geknot worden.

### Gebruik van het hout

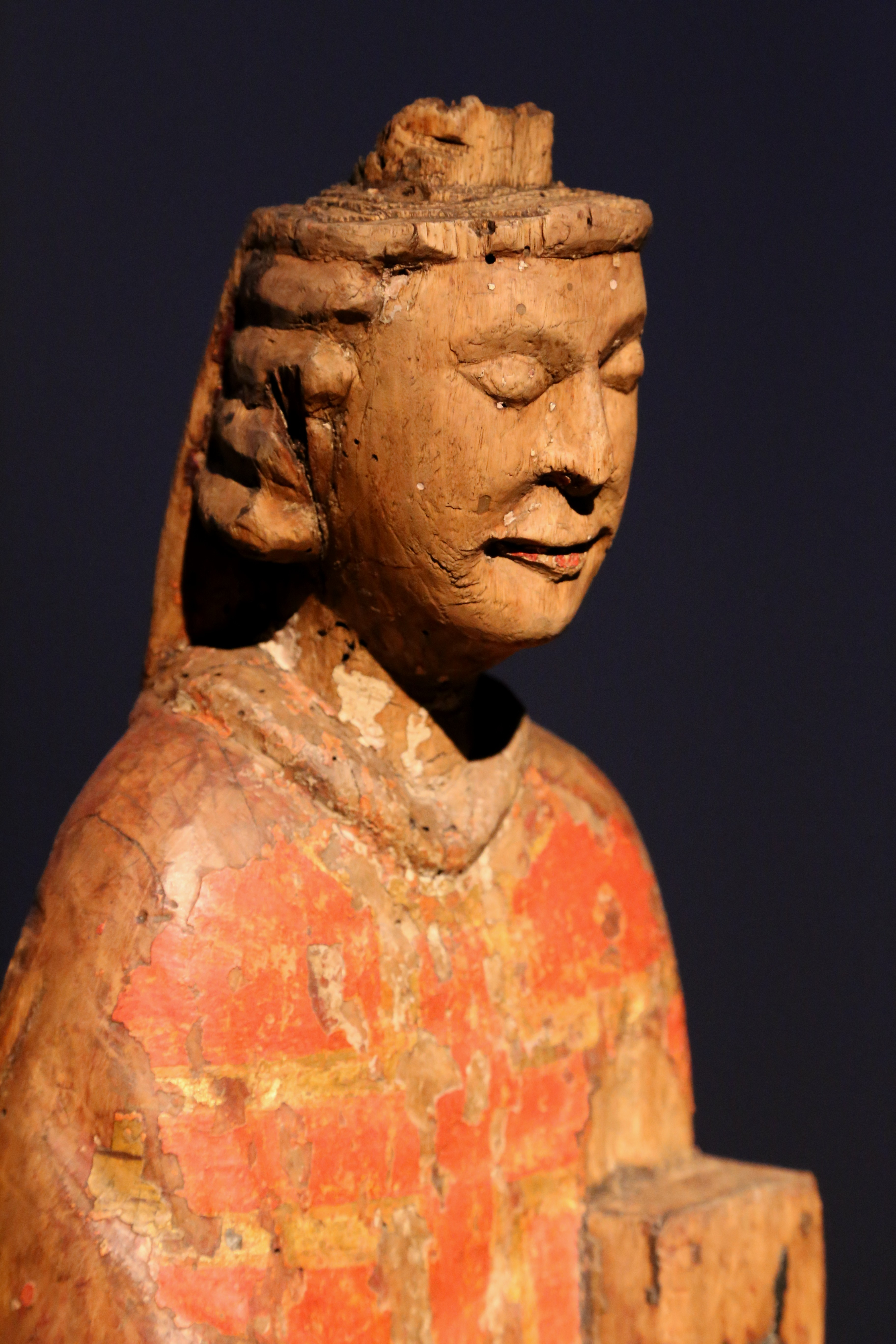
Middeleeuws beeld uit elzenhout

Elzenhout is zacht hout met een rustige nerf en een rossige (zwarte els) of lichtbruin/gele (grauwe els) kleur. Het is ideaal voor houtsnijwerk, zowel voor kunstwerken als ook voor gebruiksvoorwerpen als houten lepels en schalen. Het wordt ook veelvuldig gebruikt voor de bouw van (vooral elektrische) gitaren.
Aan de buitenlucht is het hout niet bijzonder duurzaam, maar onder water is het vrijwel onbeperkt houdbaar.  Elzen funderingspalen werden daarom vroeger onder andere onder Amsterdam gebruikt. In de traditionele meubelindustrie werd elzenhout om dezelfde reden vaak ingezet bij de vervaardiging van kastpootjes.

### Elzenknopjes in de volksgeneeskunde
Volgens oud volksgeloof zijn elzenknopjes een effectief middel tegen reuma. Hiervoor moeten de knoppen na het plukken worden gedroogd, waarna er thee van kan worden gezet.

## Soorten en cultivars
- Hartbladige els of Italiaanse els (Alnus cordata)
- Japanse els (Alnus japonica)
- Witte els of grauwe els (Alnus incana)
  - Alnus incana 'Aurea'
  - Alnus incaca 'Laciniata'
- Zwarte els (Alnus glutinosa)
  - Alnus glutinosa 'Aurea'
  - Alnus glutinosa 'Imperialis'
  - Alnus glutinosa 'Incisa'
  - Alnus glutinosa 'Laciniata'
- Japanse Kaukasische els (Alnus × spaethii)
  - Alnus × spaethii 'Spaeth'

## Wetenswaardigheid
Johann Wolfgang von Goethe schreef het gedicht Der Erlkönig, getoonzet door  Franz Schubert. De titel - Elzenkoning -  is ontstaan door een foutieve vertaling vanuit de Deense tekst van Johann Gottfried Herder: de oorspronkelijke tekst ging over een elfenkoning.